# 绍兴号导弹驱逐舰
“绍兴”号导弹驱逐舰（舷号134）简称“绍兴”舰，是052D型导弹驱逐舰二十四号舰，现服役于中国人民解放军海军东部战区海军驱逐舰第三支队。此舰乃是052D型导弹驱逐舰加长版的第十一艘，也是“驱三支”所接收的第四艘052D型导弹驱逐舰。“绍兴”舰由江南造船负责建造，排水量较052D基础型增加了500吨，其最大的改进之处就在于更换了可捕捉隐身战机的517C米波反隐身雷达、舰尾直升机甲板拉长约4米，以便直-20上舰、优化舰载指挥系统和数据链系统以适应体系化作战，增加舰首缆孔。

## 服役活动
2023年9月11日，解放军海军8舰编队前出宫古海峡进入西太平洋，编队包括133号“包头”舰、134号“绍兴”舰、154号“廈门”舰、151号“郑州”舰、137号“福州”舰以及139号“宁波”舰。
2024年4月24日，解放军海军2艘052D型133号“包头”舰及134号“绍兴”舰经钓鱼岛海域进入西太平洋。
2024年5月23日，紹興號進行聯合利劍演習時被國軍海軍班超艦監控。
2024年10月9日，解放军海军134号“绍兴”舰与530号“徐州”舰经钓鱼岛海域前出西太平洋。
2024年12月5日，解放军海军2艘052D型132号“苏州”舰、134号“绍兴”舰及1艘054A型529号“舟山”舰穿越大隅海峡进入西太平洋。
2025年2月10日至11日，解放军海军33号“安徽”舰领衔的7舰编队穿越宫古海峡进入西太平洋，编队包括2艘052D型134号“绍兴”舰、155号“南京”舰，2艘054A型530号“徐州”舰、577号“黃冈”舰，071型986号“四明山”舰及903型886号“微山湖”舰。
2025年7月24日，解放军海军118号“乌鲁木齐”舰、134号“绍兴”舰及903型886号“千岛湖”舰穿越对马海峡。

## 舰员
舰长 韦慧晓   2022年4月起
1. ↑  . 聯合新聞網. 2024-05-23.